# Schradera blumii
Schradera blumii là một loài thực vật có hoa trong họ Thiến thảo. Loài này được Dwyer & M.V.Hayden miêu tả khoa học đầu tiên năm 1967.